# Ultimate Kaos
Ultimate Kaos war eine britische R&B-Band, die in den 1990er Jahren mehrere Charthits hatte. Die Single Some Girls (1994) und Casanova (1998) sind die bekanntesten Songs der Gruppe.

## Bandgeschichte
Haydon, Jomo B., Jayde und Nico G. schlossen sich in den frühen 1990er Jahren im Rahmen des Londoner Battersea Dance Workshops unter dem Namen Chaos zusammen. Es folgten Auftritte als Backgroundtänzer für Sinitta. Nigel Wright produzierte 1992 die erste Single Farewell My Summer Love, deren Original von Michael Jackson stammt. Der erste Höhepunkt ihrer gemeinsamen Karriere war ein Auftritt in The Michael Barrymore Show bei ITV.
Nun bekam die Band mit Ryan Elliot, dem Sohn des Reggaestars Maxi Priest, ein fünftes Mitglied und änderte den Namen in Ultimate Kaos. Es folgten weitere Engagements, u. a. 1993 im Astoria in London. Als Vorband von Take That erlangte Ultimate Kaos Popularität in der jungen Zielgruppe und sah sich, auch wegen ihrer getanzten Performances, mit den Jackson Five verglichen.
Zwischen Oktober 1994 und Juli 1995 standen vier Singles in den UK-Charts, die Debütsingle Some Girls war mit Platz 9 am erfolgreichsten. 1998 legten die fünf Musiker mit Casanova, einer Coverversion des 1987er Hits der amerikanischen Band LeVert, ein Lied nach, das auch außerhalb Großbritanniens, z. B. in Deutschland, Österreich und der Schweiz, Hitparadennotierungen verbuchen konnte. Anything You Want (I’ve Got It) schaffte es ein knappes Jahr danach lediglich auf Position 52 im Vereinigten Königreich. Ende 1999 trennte sich die Band.

## Mitglieder
- Haydon – Haydon Eshun (* 18. Juni 1982)
- Jomo B. – Jomo Jamaine Baxter (* 31. Juli 1968)
- Jayde – Jayde Delpratt-Spence (* 6. September 1980)
- Ryan Priest – Ryan Elliott (* 4. Mai 1981)
- Nico G. – Nicky Grant (* 18. März 1977)

## Diskografie

### Alben
- 1995: Ultimate Kaos
- 1996: Kaos Theory

### Singles
- 1994: Some Girls
- 1995: Hoochie Booty
- 1995: Show a Little Love
- 1995: Right Here
- 1998: Casanova
- 1998: My Lover
- 1998: Smile Some More
- 1998: Anything You Want (I’ve Got It)
- 2000: Baby We’re Dancing

## Auszeichnungen für Musikverkäufe
| Goldene Schallplatte - Australien - 1998: für die Single Casanova |

| Land/RegionAuszeichnungen für Musikverkäufe (Land/Region, Auszeichnungen, Verkäufe, Quellen) | Gold  | Platin | Verkäufe | Quellen     |
| -------------------------------------------------------------------------------------------- | ----- | ------ | -------- | ----------- |
| Australien (ARIA)                                                                            | Gold1 | —      | 35.000   | aria.com.au |
| Insgesamt                                                                                    | Gold1 | —      |          |             |